# 7276 Maymie
7276 Maymie este un asteroid din centura principală de asteroizi.

## Descriere
7276 Maymie este un asteroid din centura principală de asteroizi. A fost descoperit pe 4 septembrie 1983 la Observatorul Oak Ridge din Harvard, Massachusetts. El prezintă o orbită caracterizată de o semiaxă mare de 2,19 ua, o excentricitate de 0,15 și o înclinație de 5,5° în raport cu ecliptica.